# Долни Тодорак
Долни Тодорак (на гръцки: Κάτω Θεοδωράκι, Като Теодораки, катаревуса: Κάτω Θεοδωράκιον, Като Теодорокион) е село в Егейска Македония, Гърция, дем Кукуш (Килкис) на административна област Централна Македония. Долни Тодорак има население от 146 души (2001).

## География
Селото е разположено на 20 километра североизточно от град Кукуш (Килкис) и на 10 километра североизточно от Коркутово (Терпилос) в котловина между планините Круша и Карадаг (Мавровуни).

## История

### В Османската империя
Църквата „Света Троица“ е изградена в 1805 година. Униатският свещеник от Куклен, България, заселено от долнотодорачани, пише в историята си на енорията „Света Троица“:
| „ | Село Долни Тодорак е основано от българи и винаги си е оставало чисто българско. Неговият религиозен и обществен живот обаче през различните епохи е попадал под различно влияние в зависимост от условията, при които се е намирало селото... Това именно обстоятелство обяснява до голяма степен големите борби, които характеризират по-късно религиозния и обществения живот в с. Долни Тодорак. Отначало селяните сами си построили една малка черква, която – както всички черкви по онова време, била строена ниско в земята. Старите хора казват, че тя била построена през есента на 1805 г. Тя е изградена от камък. Подът е постлан с каменни плочи. Цялата е зографисана, но надписите са всички на гръцки. Въпреки че отвън изглежда ниска, като се влезне вътре по стълбите, които се спускат надолу, черквата отвътре е доста висока, малко тъмна, но красива. По-късно будните селяни си построили до черквата и едно училище, в което издигнали и една хубава камбанария от мек камък „меллик“. Камъните свързали с железни скоби. В основата на камбанарията сложили дебели дървени греди, защото почвата била слаба. | “ |

В „Етнография на вилаетите Адрианопол, Монастир и Салоника“, издадена в Константинопол в 1878 година и отразяваща статистиката на населението от 1873, Долно Тодорак (Dolno-Todorak) е посочено като селище в каза Аврет Хисар (Кукуш) със 142 домакинства, като жителите му са 695 българи. Между 1896 и 1900 година селото преминава под върховенството на Българската екзархия.
Според статистиката на Васил Кънчов („Македония. Етнография и статистика“) в 1900 година Долни Тодорак има 1080 жители българи християни.
Константин Станишев пише за Горни и Долни Тодорак:
| „ | Селата Горно и Долно Тодораци по големина и благосъстояние следваха на второ място след Морарци. И тук жилищата в мнозинството си бяха доста удобни; и тук чаршията бе добре застъпена със занаятчии и дюкянджии. Селяните, над 1500 души, бяха също така будни и предприемчиви. И на тях главният поминък бе бубарството. Горни Тодорак със своята пивка и лека вода, със своя свеж и прекрасен климат, бе станал, особено през летните месеци, неизбежният курорт за много кукушани. И в Тодораците, както и Морарците, турчин рядко се виждаше. Тук също така резултатът от Ревалската среща се очакваше с голямо нетърпение, докато скоро след неочаквано обявения Хуриет всички трябваше да си спомним приказката „Облякъл се Алия, погледнал се – пак в тия.“ | “ |

Почти цялото население на селото е под върховенството на Българската екзархия. По данни на секретаря на екзархията Димитър Мишев („La Macédoine et sa Population Chrétienne“) в 1905 година в Долно Тодорак (Dolno-Todorak) има 1240 българи екзархисти и 80 българи протестанти и в селото работят българско екзархийско и протестантско училище.
По време на Балканската война 18 души от Горни и Долни Тодорак се включват като доброволци в Македоно-одринското опълчение.

### В Гърция
Селото остава в Гърция след Междусъюзническата война. Населението му се изселва в България и на негово място са настанени гърци бежанци. 
Боривое Милоевич пише в 1921 година („Южна Македония“), че Долни Тодораки (Долни Тодораки) има 150 къщи славяни християни.
В 1928 година селото е изцяло бежанско със 104 семейства и 358 жители бежанци.
| Име      | Име       | Ново име   | Ново име    | Описание                           |
| -------- | --------- | ---------- | ----------- | ---------------------------------- |
| Исаберли | Ίσαμπερλή | Смадотопос | Σημαδότοπος | бивше село на С от Горни Тодорак   |
| Люлка    | Λιούλκα   | Куния      | Κούνια      | връх на И от Долни Тодорак (783 m) |

### Тодорачани в Куклен
След войните, в 1924 година бежанците българи униати от Долни Тодорак се заселват в село Куклен, на мястото на изселилите се гърци. В 1933 година за енорийски униатски свещеник в Куклен е назначен д-р Йероним Стамов. Служби се извършват в параклис на горния етаж на къща в центъра. В 1945 година е позволено закупуването на парцел за построяване на църква. Храмът е заедно с енорийския дом са построени с усилията на отец Арсений Антонов, енорийски свещеник от 1941 до 1964 година и с пари от местните униати и католици от цялата страна. Църквата „Света Троица“ отваря врати в началото на 1948 година. В Куклен се установяват и сестрите евхаристинки, отворили в 1911 година дом в Долни Тодорак.
През 1958 година при колективизацията на земите в Куклен се установяват нови десетина униатски семейства от село Покрован, Ивайловградско. След Арсений Антонов, енорийски свещеник на „Света Троица“ става отец Купен Михайлов, който служи до 1983 година. След това енорийски свещеници са отец Евтимий Манолов, отец Кирил Дойчев и отец Даниел Жилие.

## Личности
Родени в Долни Тодорак
- Ангел Тодоров Кавръков (1912 – 1943), български партизанин, член на бойна група[15]
- Антон Ангелов, македоно-одрински опълченец, 45-годишен, земеделец, 3 рота на 9 велешка дружина, роден в Горни или Долни Тодорак[16]
- Вано Христов (1875 – ?), македоно-одрински опълченец, Кукушката чета, 2 рота на 13 кукушка дружина[17]
- Георги Динишев (1899 – 1968), български революционер, деец на ВМРО и ВМРО (обединена)
- Гоце Петров (1886 – ?), македоно-одрински опълченец, Кукушката чета, 4 рота на 15 щипска дружина[18]
- Гоце Христов (1885 – ?), македоно-одрински опълченец, 1 рота на 13 кукушка дружина[19]
- Гоце Тодорачки (? – 1900), деец на ВМОРО, един от първите организационни войводи в Кукушко, роден в Горни или Долни Тодорак[20]
- Дельо Георгиев (1882 – ?), македоно-одрински опълченец, четата на Иван Ташев с четата на Рума Делчева, 2 рота на 13 кукушка дружина[21]
- Дельо Ильов (1881 – ?), македоно-одрински опълченец, Кукушката чета, роден в Горни или Долни Тодорак[22]
- Дельо Шарланджиев (Делчо Шарлаганджи, 1879 – ?), македоно-одрински опълченец, 1 рота на 13 кукушка дружина, ранен[23]
- Иван Петров Гошев (Вано, 1871 – 1917), македоно-одрински опълченец, Кукушката чета, 3 рота на 15 щипска дружина, роден в Горни или Долни Тодорак;[24] през Първата световна война е заловен от англичани, осъден на смърт и обесен[25][26]
- Илия Г. Делков (Ильо Делчев, Денчев), македоно-одрински опълченец, 3 рота на 15 щипска дружина, роден в Горни или Долни Тодорак[27]
- Ильо Гогов (1886 – ?), македоно-одрински опълченец, Кукушката чета, роден в Горни или Долни Тодорак[28]
- Йордан Петрушев (1890 – ?), македоно-одрински опълченец, Кукушката чета, 3 рота на 15 щипска дружина, роден в Горни или Долни Тодорак[29]
- Кольо Карамитов (1878 – ?), македоно-одрински опълченец, 2 рота на 13 кукушка дружина, роден в Горни или Долни Тодорак[30]
- Костас Лахас (р.1936), виден гръцки художник
- Манол Наков (? – 1868), български революционер, участник в Първата българска легия, четник в четата на Хаджи Димитър и Стефан Караджа
- Нако Христов (1884 – ?), македоно-одрински опълченец, Кукушката чета, 4 рота на 15 щипска дружина, роден в Горни или Долни Тодорак[31]
- Никола Гр. Македонски (1879 – ?), македоно-одрински опълченец, 2 рота на 9 велешка дружина[32]
- Стойко Митров (1889 – ?), македоно-одрински опълченец, 4 рота на 3 солунска дружина, роден в Горни или Долни Тодорак[33]
- Стоян Иванов, македоно-одрински опълченец, 4 рота на 15 щипска дружина[34]
- Тано Тодорашки (1889 – ?), македоно-одрински опълченец, Кукушката чета, роден в Горни или Долни Тодорак[35]
- Христо Трайков Гоглев, войник от Радовишкия партизански отряд на 11-а македонска дивизия, роден в Долни или Горни Тодорак